# Alabagrus
Alabagrus is een geslacht van insecten uit de orde vliesvleugeligen (Hymenoptera) en de familie schildwespen (Braconidae).

## Soorten
- A. aa Sharkey, 1988
- A. albispina (Cameron, 1887)
- A. alixa Sharkey, 1988
- A. arawak Sharkey, 1988
- A. arua Sharkey, 1988
- A. aymara Sharkey, 1988
- A. botocudo Sharkey, 1988
- A. caingang Sharkey, 1988
- A. calibi Sharkey, 1988
- A. caquetio Sharkey, 1988
- A. cara Sharkey, 1988
- A. carib Sharkey, 1988
- A. caudatus (Szepligeti, 1904)
- A. coatlicue Sharkey, 1988
- A. cocto Sharkey, 1988
- A. combos Leathers & Sharkey, 2003
- A. cora Sharkey, 1988
- A. cuna Sharkey, 1988
- A. chimu Sharkey, 1988
- A. derailersi Leathers & Sharkey, 2003
- A. diegeli Sharkey, 1988
- A. donnai Leathers & Sharkey, 2003
- A. ekchuah Sharkey, 1988
- A. elatoscutum Sharkey, 1988
- A. englishi Leathers & Sharkey, 2003
- A. erythromelas (Brulle, 1846)
- A. esenbeckii (Spinola, 1840)
- A. festivus (Enderlein, 1920)
- A. fuscistigma Enderlein, 1920
- A. guayaki Sharkey, 1988
- A. haenschi (Enderlein, 1920)
- A. imitatus (Cresson, 1873)
- A. intimapa Sharkey, 1988
- A. ixtilton Sharkey, 1988
- A. janzeni Sharkey, 1988
- A. jatunqepi Sharkey, 1988
- A. juchuy Sharkey, 1988
- A. kagaba Sharkey, 1988
- A. kiska Sharkey, 1988
- A. laevis (Enderlein, 1920)
- A. latisoma Sharkey, 1988
- A. latreillei (Spinola, 1840)
- A. leptosoma Sharkey, 1988
- A. levipodeum Sharkey, 1988
- A. lokono Sharkey, 1988
- A. llampu Sharkey, 1988
- A. maculipes (Cameron, 1887)
- A. marginatifrons (Muesebeck, 1927)
- A. masneri Sharkey, 1988
- A. masoni Sharkey, 1988
- A. mataco Sharkey, 1988
- A. maue Sharkey, 1988
- A. maya Sharkey, 1988
- A. miqa Sharkey, 1988
- A. misa Sharkey, 1988

- A. mixcoatl Sharkey, 1988
- A. mocovi Sharkey, 1988
- A. mojos Sharkey, 1988
- A. muisca Sharkey, 1988
- A. nahuatl Sharkey, 1988
- A. nicoya Sharkey, 1988
- A. nigritulus (Szepligeti, 1902)
- A. nio Sharkey, 1988
- A. olmec Sharkey, 1988
- A. oyana Sharkey, 1988
- A. pachamama Sharkey, 1988
- A. paqo Sharkey, 1988
- A. parunaupi Sharkey, 1988
- A. parusimi Sharkey, 1988
- A. paruyana Sharkey, 1988
- A. parvifaciatus (Cameron, 1911)
- A. pecki Sharkey, 1988
- A. pisipuka Sharkey, 1988
- A. plaumanni Sharkey, 1988
- A. porteri Sharkey, 1988
- A. puri Sharkey, 1988
- A. roibasi Sharkey, 1988
- A. sanctus (Say, 1836)
- A. sarapiqui Leathers & Sharkey, 2003
- A. semialbus (Szepligeti, 1902)
- A. shorteri Sharkey, 1988
- A. sispacara Sharkey, 1988
- A. sispalatreillei Sharkey, 1988
- A. solox (Enderlein, 1920)
- A. stigma (Brulle, 1846)
- A. suni Sharkey, 1988
- A. testaceus (Szepligeti, 1902)
- A. texanus (Cresson, 1872)
- A. triangulifer (Enderlein, 1920)
- A. tricarinatus (Cameron, 1905)
- A. tripartitus (Brulle, 1846)
- A. tupinamba Sharkey, 1988
- A. uchuk Sharkey, 1988
- A. uchukqepi Sharkey, 1988
- A. uru Sharkey, 1988
- A. variegatus (Brulle, 1846)
- A. varipes (Cresson, 1865)
- A. varius (Enderlein, 1920)
- A. versicolor (Brethes, 1909)
- A. voto Sharkey, 1988
- A. wachapu Sharkey, 1988
- A. waiwai Sharkey, 1988
- A. waorani Sharkey, 1988
- A. warrau Sharkey, 1988
- A. watachupa Sharkey, 1988
- A. watsoni Leathers & Sharkey, 2003
- A. xipe Sharkey, 1988
- A. xolotl Sharkey, 1988
- A. yanamapa Sharkey, 1988
- A. yaruro Sharkey, 1988